# Часовня-памятник Николаю II и Александру I Карагеоргиевичу
Часовня-памятник Николаю II и Александру I Карагеоргиевичу (также Часовня-памятник памяти Венценосных Мучеников) — памятник, воздвигнутый в 1936 году в Харбине (Маньчжоу-го) по проекту архитектора М. М. Осколкова по инициативе архиепископа Нестора (Анисимова) в честь российского императора Николая II и югославского короля Александра I, убитого в 1934 году. Нестор называл часовню «елеем русского покаяния и скорби». Часовня располагалась на Батальонной улице, 24, при храме иконы «Всех скорбящих Радосте» (в ограде Дома Милосердия).

## История
Автором первого проекта часовни был Н. К. Рерих, однако этот проект не сохранился. 17 апреля 1935 года начал работать строительный комитет по созданию часовни. Закладка часовни совершилась 6 мая, в день рождения Николая II. 28 июля, в день памяти святого князя Владимира, торжественно был поднят крест на купол. 17 мая 1936 года часовня была освящена. Активную поддержку в строительстве оказала эмиграция: Николай Львович Гондатти, атаман Григорий Михайлович Семёнов, генералы Алексей Проклович Бакшеев и Вениамин Вениаминович Рычков. В то время она была первым и единственным сооружением такого рода в мире.
С утверждением коммунистической власти в Китае часть изображений была удалена, а к середине 1950-х годов она стала приходить в упадок и в период «культурной революции» была разрушена. Сейчас на её месте стоит семиэтажный жилой дом.